# ALL THIS LOVE
「ALL THIS LOVE」（オール ディス ラブ）は藤井フミヤの21枚目のシングル。2001年12月12日にソニー・ミュージックアソシエイテッドレコーズからリリースされた。

## 概要
前作「明日天気にしておくれ」から約5か月振りとなるシングル。

## 収録曲
1. ALL THIS LOVE (4:49)
作詞:藤井フミヤ、作曲:藤井尚之、編曲:F's family
2. ALL THIS LOVE(Instrumental)